# Sergei Alexandrowitsch Karaganow

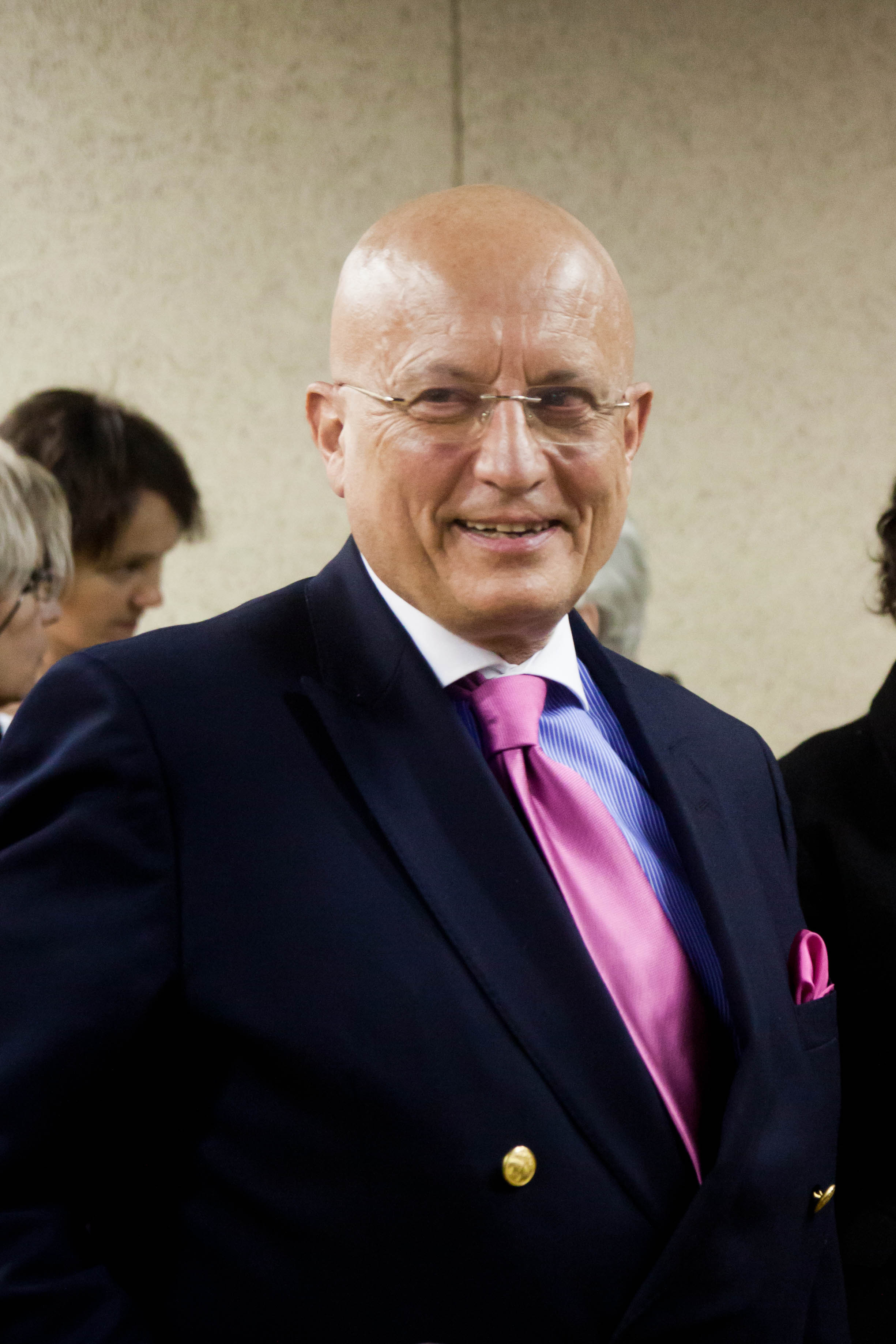
Sergei Karaganow (2017)

Sergei Alexandrowitsch Karaganow (russisch Сергей Александрович Караганов, geboren am 12. September 1952 in Moskau) ist ein russischer Politikwissenschaftler, der den Rat für Außen- und Verteidigungspolitik geleitet hat. Er ist außerdem Dekan der Fakultät für Weltwirtschaft und internationale Angelegenheiten an der Wirtschaftshochschule Moskau. Karaganow war ein enger Mitarbeiter von Jewgeni Primakow sowie auch Berater der Präsidenten Boris Jelzin und Wladimir Putin. Er soll sowohl Putin wie dem Außenminister Sergei Lawrow nahestehen.
Er ist seit 1998 Mitglied der Trilateralen Kommission. Seit 1983 ist er stellvertretender Direktor des Europa-Institutes an der Russischen Akademie der Wissenschaften.
Seinen Vorstellungen wird eine enge Verbindung zur Außen- und Sicherheitspolitik Putins und zum russischen Überfall auf die Ukraine zugeschrieben.
Im Juni 2023 forderte er die eskalationsorientierte Drohung mit und gegebenenfalls den Einsatz von Atomwaffen gegen westliche Länder, um einen strategischen Sieg Russlands zu erreichen.

## Leben und Ausbildung
Den biographischen Angaben auf dem englischsprachigen Teil seiner Webseite zufolge wurde Karaganow am 12. September 1952 geboren und studierte an der Staatlichen Universität Moskau, wo er 1974 im Fachbereich Ökonomie graduierte. Von 1974 bis 1978 war er Promotionskandidat am Institut für US- und Kanadastudien der Sowjetischen Akademie der Wissenschaften, 1976 bis 1977 dazu Trainee an der diplomatischen Vertretung der UdSSR bei den Vereinten Nationen. 1978 bestand er das dem Doktorgrad vergleichbare Kandidatenexamen und wurde mit der Dissertation „The Role and Place of Transnational Corporations in the U.S. Foreign Policy“ (Rolle und Stellenwert Transnationaler Firmen in der Außenpolitik der Vereinigten Staaten) promoviert. Von 1978 bis 1988 arbeitete er als Wissenschaftler am Institut für US-und Kanada-Studien und stieg zum Sektionsleiter auf. 1989 verteidigte er eine mit der Habilitation vergleichbare Doktorats-Dissertation über „The Role and Place of Western Europe in U.S. Strategy Towards the USSR (1945–1988)“ (Rolle und Stellenwert Westeuropas in der US-Strategie gegenüber der UdSSR). Ab 1988 arbeitete er im Europa-Institut der Sowjetischen (heute: Russischen) Akademie der Wissenschaften, 2010 wurde er dessen Vizedirektor. Seit 2006 ist er Dekan der Fakultät für Weltwirtschaft und Weltpolitik an der Wirtschaftshochschule Moskau. Er hat die prominent mit etwa 70 Personen aus russischen Führungseliten besetzte Denkfabrik Rat für Außen- und Verteidigungspolitik geleitet, bis ihm dort Fjodor Lukjanow nachfolgte.
Karaganow ist Mitglied zahlreicher Gremien, darunter der wissenschaftliche Beirat des Sicherheitsrates der Russischen Föderation, der wissenschaftliche Beirat des russischen Außenministeriums und der Menschenrechtsrat beim russischen Präsidenten. Er ist Mitherausgeber der Fachzeitschrift Russia in Global Affairs und Mitgründer des Waldai-Klubs.
Sein Vater Alexander Karaganow war langjährig Sekretär des Verbandes der Filmschaffenden der UdSSR, seine Mutter Sofia war die erste Ehefrau des Dichters Jewgeni Dolmatowski.
Er ist verheiratet und hat eine Tochter.

## Politische Positionen

### Karaganow-Doktrin und Neo-Imperialismus
Karaganow entwickelte nach dem Zusammenbruch der UdSSR die sogenannte Karaganow-Doktrin, nach der Moskau sich als Verteidiger der Menschenrechte ethnischer Russen im näheren Ausland, wie etwa der baltischen Staaten, ausgeben sollte, um in diesen Regionen politischen Einfluss zu gewinnen.
2005 vertrat er in einem Aufsatz, dass die Staatsbildung an zahlreichen Orten der Welt – etwa in den Staaten der ehemaligen Sowjetunion oder der Dritten Welt – gescheitert sei und darum mächtige Staaten abgestimmt „neo-imperial“ Ordnungsfunktionen übernehmen müssten. Viele Staaten, die sich herausgebildet hätten, seien oft nicht oder nur unzureichend funktionsfähig, ermangelten auch der ökonomischen Entwicklungsfähigkeit und würden deswegen eine Gefahr für die internationale Stabilität darstellen. Terroristen oder kriminelle Gruppen könnten sich in ihnen festsetzen und durch Spill-Over-Effekte ganze Regionen destabilisieren. Dort wo die Staatsbildung lange schon gelungen sei, wäre eine Hinwendung zu supranationalen Organisationen wie der EU feststellbar, die ausgehend vom Konzept begrenzter Souveränität des Einzelstaates Ressourcen für gemeinsame Ziele bündele. Auch dies gefährde die westfälische Ordnung seit dem Dreißigjährigen Kriege, die von der Vorstellung staatlich umfassender Souveränität geprägt gewesen sei. Karaganow plädierte darum für eine „neo-imperiale Allianz“, in der ein „Konzert“ wahrhaft souveräner Mächte – definiert dadurch, dass sie nicht durch Bündnisse ihrer Nachbarstaaten wirksam eingeschränkt werden könnten – entscheide. Die Vorstellung der USA, durch Demokratisierung funktionsfähigere und damit doch souveräne Staaten zu schaffen, sei nicht erfolgreich, westliche Hilfe würde eher zu Korrumpierung von Regierungen und Bevölkerungen führen als zu echter Entwicklung. Diese Staaten – er verwies auf Afrika und den Nahen Osten – seien semi-feudale Rohstoffexporteure, geprägt von parasitischer Mentalität und Stagnation. Andere – wie die Tigerstaaten – seien erfolgreicher, das verlange aber große eigene Anstrengungen. Die UN könne die Entwicklungsdefizite nicht auffangen, Terrorismus und die mögliche Verbreitung von Massenvernichtungswaffen seien zu große Gefahren, um ignoriert zu werden. Die Lösung sei darum eine multipolare Welt mächtiger Staaten. Das Problem dabei sei das Streben der USA, sich als einziger Pol durchzusetzen, was faktisch auf ein „amerikanisches Imperium“ hinauslaufe. Die USA müssten jedoch einsehen, dass ihre Kraft – selbst wenn ihre militärische Macht noch unerreicht sei – dazu nicht mehr ausreiche, ihre Wirtschaft sei nicht mehr so umfassend dominant und vital wie in den 1940er Jahren. Multipolarität alleine sei allerdings eher konfliktverursachend, es müsste zusätzlich noch ein Konsens der Mächte erreicht werden, ein „kollektiver Neo-Imperialismus“, der Interventionen wie gegenüber Transnistrien durch Russland oder Jugoslawien durch die USA und Europa regele. Dafür solle die UN-Charta überarbeitet werden, es müsste wieder die Möglichkeit von Mandatsgebieten geschaffen werden, damit die entwickelten Staaten direkt in unterentwickelten eingreifen dürften, um ihnen bei der Modernisierung zu helfen.

### Eurasien als Großraum
Als Vertreter des Eurasismus plädiert Karaganow für eine enge Zusammenarbeit Russlands mit China und eine Zusammenführung der Eurasischen Wirtschaftsunion mit dem Projekt der neuen Seidenstraße.
Russland habe die Chance, sich nicht mehr als Staat mit einigen asiatischen Besitzungen zu verstehen, sondern zu einem eurasischen Zentrum zu werden, das als Exporteur von Rohstoffen, Produzent energieintensiver und einiger hochtechnischer Produkte und als Hauptanbieter von Sicherheit für den Kontinent fungieren könne. Das russische Militär sei kleiner als das frühere sowjetische, aber – wie in Syrien bewiesen – „ziemlich effizient“ („quite efficient“). Wahrscheinlich werde ein Wirtschaftsraum, der die Eurasische Wirtschaftsunion, die Staaten der Shanghaier Organisation für Zusammenarbeit, die ASEAN-Staaten, die Türkei, Israel, den Iran und Ägypten umfasse und Indien, Süd-Korea und Japan einbeziehe. Die EU würde sich möglicherweise auch noch anschließen. Dieser Raum würde auf Hegemonialmächte wie die USA verzichten und dem von der UN mal vertretenen Prinzip der Gleichberechtigung entsprechen, das von den USA zugunsten globaler Hegemonie verlassen worden sei. Die Konzeption eines Groß-Eurasien könne die von den USA verursachten Konflikte und die – nach Karaganow – „natürliche“ russische Gegenbewegung überwinden, das sei aber an den USA zu entscheiden. Das Schwergewicht wirtschaftlicher Aktivität verschiebe sich nach Asien und damit nach Eurasien, der die politische Integration Eurasiens noch behindernde Gegensatz Indiens und Chinas sollte in der Shanghaier Organisation für Zusammenarbeit aufgehoben werden. Ein Groß-Eurasien werde einem Groß-Amerika gegenüberstehen, Russlands relative ökonomische Schwäche werde durch die wirtschaftliche Stärke Eurasiens ausgeglichen.

### Sowjetunion und Autoritarismus
Eine Rückkehr zur Sowjetunion lehnt Karaganow ab, diese habe ein „schreckliches Trauma“ hinterlassen. Die besten Leute seien in ihr getötet worden, die Herrschenden hätten für alle gedacht und entschieden, dies wirke nach. Russland müsse stärker werden um demokratischer werden zu können. Jedoch sei der Autoritarismus Russland nicht auferlegt, sondern Ausdruck seiner Bedürfnisse und des Willens seiner Menschen. Er sei immer notwendig gewesen um das riesige Reich mit seinen zahlreichen Grenzen gegen landräuberische Angreifer zu verteidigen. Nicht-autoritäre Herrscher seien gescheitert und entthront worden, es sei ein Wunder, dass das Land das Jahr 1991 langfristig überlebt habe. Wladimir Putin sei ein autoritärer Führer geworden, weil das Land es verlangt habe. Demokratie sei nur ein möglicher – und langfristig instabiler – Weg, komplexe Gesellschaften zu regieren, er gehe davon aus, dass Europa autoritärer und Russland demokratischer werde. Hybride Mischformen würden sich durchsetzen, allein die USA seien als demokratisches Land entstanden und würden diesem Erbe wohl verhaftet bleiben. Russlands Vorstellung von Demokratie sei nicht universalistisch, sondern dass jedes Land sein System selbst bestimmen solle. Kapitalistische Entwicklung sei nicht an die Demokratie gebunden, sondern an Gesetzesherrschaft, wie die legalen Traditionen Chinas und seine momentane starke Entwicklung zeigten. Autoritäre Systeme seien effektiver und könnten langfristiger planen, ihre Gefahr sei aber die Stagnation. Russland bewege sich auf einen nicht-westlichen Typ der Demokratie zu, es werde in Zukunft demokratischer sein als viele heutige westliche Länder. Die Mentalität des russischen Volkes jedoch sei im Kern autoritär, das könne bedauert, aber nicht geändert werden und sei ein Erbe der Mongolenherrschaft.

### Nuklearwaffen, Russland als Großmacht und Gegnerschaft zur NATO und den USA
2010 warnte er vor dem Gedanken, dass nukleare Abrüstung zu mehr Sicherheit führe, weniger Nuklearwaffen würden nukleare Kriege eher leichter führbar machen, da man dann auf Abwehrmöglichkeiten hoffen könne. Der Gedanke nuklearer Vernichtung sei zwar unmoralisch, habe aber große Kriege verhindert. Atomwaffen seien das Feld, auf dem Russland nach wie vor als „Supermacht“ agieren könne und in internationalen Verhandlungen ernst genommen werden müsse.
2012 begrüßte er die konventionelle und atomare Aufrüstung Russlands, die zur Statuserhaltung notwendig sei. Zwar könne ein großräumiger Angriff auf die Atommacht Russland ausgeschlossen werden, keine der anderen Mächte sei diesbezüglich eine reelle Bedrohung. Aber für niedrigschwellige Konflikte, wie etwa der Westen sie verantworte, brauche man ein mobiles und hochprofessionelles konventionelles Militär, dessen Konzeption nicht mehr auf große Landkriege ausgerichtet wäre. Die entsprechenden Reformen verliefen sehr erfolgreich und Russlands nehme wieder eine Rolle als Schlüsselgarant des internationalen Friedens ein. Zwar wäre es sehr viel besser, auch technologisch, wirtschaftlich, kulturell und spirituell Stärke zu haben, das sei aber eine spätere Aufgabe. Zuerst müsse das Militär reformiert werden.
2016 führte er nach Warnungen an die Adresse der NATO aus: „Wir wollen eine weitere Destabilisierung der Welt verhindern. Und wir wollen den Status einer Großmacht. Wir können darauf leider nicht verzichten – dieser Status ist in den vergangenen 300 Jahren zum Teil unseres Erbguts geworden. Wir möchten das Zentrum eines großen Eurasien sein, einer Zone von Frieden und Zusammenarbeit. Zu diesem Eurasien wird auch der Subkontinent Europa gehören.“ Die Verlegung von Waffen und Militäreinheiten ins Baltikum sei „idiotisch“, im Falle eines Konfliktes würden sie vernichtet, denn Russland werde nie wieder auf eigenem Territorium kämpfen. Sollte die NATO eine Aggression gegen die Atommacht Russland beginnen, werde sie bestraft werden.
2017 hielt er fest, dass er mit weiteren nuklear bewaffneten Staaten rechne, darunter Staaten wie Ägypten oder Japan. Das würde die Sicherheit weltweit nicht erhöhen, die Gefahr von Konfrontationen steige. Man müsse zu Abreden und Verträgen kommen, die die Situation moderierten. Der Westen habe einen neuen Kalten Krieg begonnen, und zwar dadurch dass er „gierig“ die Hand nach früheren Besitztümern der Sowjetunion ausgestreckt habe und versuche Chinas Aufstieg einzudämmen. Die jetzige Zeit sei gefährlicher als im vergangenen Kalten Krieg, China und Russland seien aber die neuen Garanten weltweiter Sicherheit, China auf ökonomischer Ebene, Russland auf militärischer. Staaten wie Indien oder Brasilien oder Ägypten würden diese Machtverschiebung begrüßen. Die USA hingegen destabilisierten die Lage. Mit Eurasien und den USA würden sich letztendlich zwei Hauptzentren der Macht herausbilden, während Europa kein solches Zentrum werden könne. Teile Europas würden sich vielmehr Eurasien anschließen, andere Teile den USA. Dadurch, dass es gelungen sei, westliche Pläne zu kontern, die Ukraine zu einem NATO-Mitglied zu machen, habe Russland einen Krieg verhindert.
Russland habe durch Entwicklung neuer strategischer Waffen wie hypersonischen Trägersystemen für Nuklearwaffen gegenüber den USA eine Überlegenheit erreicht, ohne sich wie früher die Sowjetunion auf einen ökonomisch schädigenden Rüstungswettlauf überhaupt einzulassen. Damit ließen sich militärische Neuentwicklungen im Vorfeld kontern und bereits bestehende Kapazitäten der USA wie beispielsweise ihre Flugzeugträger verlören an Wert, da sie nun deutlich verwundbarer seien. Damit sei jeder Gedanke an hegemoniale Oberhoheit („Supremacy“) gegenstandslos.
Im Juni 2023 sprach er sich für die „vergeltende“ Nutzung russischer Nuklearwaffen als Abschreckungsmaßnahme als Reaktion auf die Unterstützung der Ukraine mit konventionellen Waffen durch westliche Staaten aus.

### Covid-Pandemie und die Schwäche der Demokratie
Die Covid-Pandemie bewertete er als in ihren destabilisierenden Folgen kaum zu überschätzen, alle Länder würden mit Einbußen zu tun haben, in den reichen Ländern des Westens würde die Mittelschicht schrumpfen, in ärmeren Ländern würde Hunger einkehren und Regierungen fallen. Eine Zeit des Chaos stehe bevor, und autoritäre Systeme würden – was allerdings nicht für alle gelte – mit der Pandemie erkennbar effektiver zurechtkommen. Es werde deutlich, dass Demokratie nur für reiche Länder eine Option seine und auch Demokratien nicht unter externem Stress funktionieren würden. Alle Demokratien seien in der Geschichte immer verschwunden, sie hätten sich stets in autoritäre Systeme verwandelt. Demokratie sei das Ergebnis von Wohlstand, nicht umgekehrt, und ein Churchill unwahrscheinlicher als populistische Führer und Oligarchien. Es gelte, autoritären Willen mit persönlicher Freiheitsliebe zu verbinden. Historisch sei das russische Imperium – von beiden angetrieben – expandiert. Russischer Elitenpessimismus sei darum fatal, junge Leute seien weder an Langweile noch an Unfreiheit interessiert. Im Westen hingegen zerstöre Politische Korrektheit die Gedanken- und Ausdrucksfreiheit, die europäische Zivilisation erodiere. Wohlstand und nuklear gesicherter Frieden hätten die tatsächlichen Probleme wie Territorium, Daseinsvorsorge, Lebenskampf und die wahren Werte wie Patriotismus, Glaube und Familie zugunsten von Schein-Ideologien wie LGBT, Black Lives Matter oder der Bewegung gegen den Klimawandel überlagert. Damit habe der oft erwartete Abstieg Europas tatsächlich eingesetzt. Zwar setzten westliche Konsolidierungsbemühungen ein und zwar durch bewusst verschärfte Gegnerschaft mit Russland, diese seien aber erwartbar nur kurzfristig, weil die inneren Widersprüche der USA bereits zu tief seien. Russland müsse sich auch darum nach dem vitaleren Asien orientieren. Insgesamt sei die Situation aufgrund multipolarer Konstellation und inneren Konflikten der Gesellschaften sehr gefährlich, die Krise könne aber zu einer Reinigung und besser ausbalancierten Weltordnung führen.

### Übergang zu Groß-Eurasien, Ende amerikanischer Hegemonie und China
Karaganow sah 2021 die Weltpolitik an einer Wasserscheide, es entscheide sich, welche Staaten zu einem Groß-Eurasien und welche zu einem Groß-Amerika gehören werden. Ein neuer Kalter Krieg habe bereits begonnen, den Russland und China jedoch vereint gewinnen würden. Die größte Frage sei, wozu Deutschland gehören werde. Mit China verbinde Russland fast eine Allianz, jedoch habe Russland auch gute Beziehungen zu Indien, den arabischen Staaten, dem Iran und den EU-Staaten Österreich und Ungarn aufgebaut. Man dürfe Souveränität allerdings nicht an China verkaufen, wie Europa es gegenüber den USA getan habe, Russen hätten jedoch ein starkes Souveränitätsgefühl und er hoffe auf die Klugheit der chinesischen politischen Klasse, niemals etwas gegen Russland zu unternehmen. Er sorge sich nicht um eine chinesische Gefahr, darum störe Russland sich auch nicht an der chinesischen Militärbasis in Tadschikistan. Jeder, der Russland dominieren wollte sei gescheitert, von Karl XII. bis Adolf Hitler. Man könne Russland nicht beherrschen.
Sollte China aufgrund seiner Macht die Zahl seiner benachbarten Vasallenstaaten irgendwann imperialistisch ausdehnen wollen, würde es auf den Widerstand größerer Staaten treffen, darunter die Türkei, Indien, der Iran, wie bisher schon die USA und auch Russland selbst. Solange es aber nur um die Erlangung eines China zustehenden Status gehe, liefen die Interessen Chinas und Russlands parallel und ein Bündnis sei Russlands größte außenpolitische Ressource. Die USA, die nach 1990 zum globalen Hegemon geworden seien, hätten sich durch drei Fehler geschwächt, darunter die Ablehnung Russlands als enger Alliierter des Westens und die sinnlosen Kriege in Afghanistan und dem Irak. Vor allem aber sei der Irrglaube zu nennen, die wirtschaftliche und von den USA stark unterstützte Entwicklung Chinas würde zu dessen Demokratisierung und Zugehörigkeit zum Westen führen. Als die USA diesen schweren Fehler begriffen hätten, sei es bereits zu spät gewesen. Binnen kurzer Zeit würde China nuklear genauso stark sein wie die USA und das wäre das Ende ihrer Hegemonie. Drei Hauptmächte würden am Ende übrigbleiben, wobei die USA eine starke Position behalten und ihre Machtreduktion in den nächsten fünfzehn Jahren unter Aufgabe ihres „liberalen Imperialismus“ zugunsten eines Gleichgewichtes akzeptieren würden. Andere Staaten würden sich nach Groß-Eurasien orientieren. Der Westen habe sich darin geirrt zu glauben, dass wirtschaftliche Interessen allein handlungssteuernd seien, und andere Antriebe wie Sicherheitsbedürfnis, Selbstbehauptung, Werte und Ideale unterschätzt. Russland wiederum habe nach dem Untergang der UdSSR auf eine russische Ideologie zur Selbstvergewisserung verzichtet, dies gelte es zu korrigieren, da große Mächte nicht ohne Ideen existieren könnten. Für Russland müsse diese Idee die Entwicklung Sibiriens werden und die Erkenntnis, dass man historisch Teile seiner Kultur nicht Europa verdanke, sondern den Mongolen und damit Asien. Die europäische Epoche Russlands sei vorbei, die eurasische beginne. Man müsse Peter dem Großen für die Europäisierung danken, die eine große Kultur und die russische Armee geschaffen habe, aber nun wirklich zu Eurasien werden. Man brauche nichts mehr von Europa, auch keinen Rat.

### „Sammeln der Länder“ und Putin-Doktrin: Zerstörung und Ersetzung der nach dem Kalten Krieg entstandenen Ordnung
Im Februar 2022, kurz vor dem russischen Überfall auf die Ukraine, begrüßte Karaganow die Hilfestellung durch Truppen für die kasachische Regierung, zeigte sich aber sehr besorgt über die Schwäche von Verbündeten wie Armenien, Belarus und Kasachstan. Er habe gedacht, dass deren innere Destabilisierung erst einige Jahre später auftauchen würde, es zeigte sich, dass sich dort keine tragfähigen Staaten entwickelt hätten. Die Frage würde sich stellen, wie man sie über Wasser halten könne, das sei eine „Frage eines neuen Sammelns der Länder“ („a question of new gathering of the lands“). Die Sowjetunion habe sich durch den Drang eine Supermacht sein zu wollen überfordert, großangelegte Unterstützungsleistungen für die Dritte Welt, Osteuropa und Sowjetrepubliken seien dafür ebenso wie ein vollkommen überdimensioniertes Militär verantwortlich gewesen. Die jetzige geostrategische Position der Russischen Föderation sei – insbesondere durch die Freundschaft mit China an der nunmehr sicheren Ostgrenze – insofern besser. Stabilisierung von Nachbarstaaten berge aber die Gefahr, die Entwicklung Sibiriens und des russischen Asiens zu vernachlässigen.
In einem Aufsatz aus dem Februar 2022 kommentiert Karaganow „Russlands neue Außenpolitik“, die mit einer Konfrontation Moskaus mit der NATO beginne. Das Ultimatum, das Russland den USA und der NATO Ende 2021 stellte, markiert laut Karaganow den Beginn einer „konstruktiven Zerstörung“. Das Ziel sei es, sowohl den geostrategischen Vorstoß des Westens zu stoppen, als auch den Grundstein für eine neue Art von Beziehungen zwischen Russland und dem Westen zu legen. Diese Beziehungen sollten sich von dem unterscheiden, worauf man sich in den 1990er-Jahren verständigt hatte. Die Charta von Paris und die NATO-Russland-Grundakte seien aus russischer Schwäche geborene Fehler gewesen. Aber ab 1999 habe Russland begonnen, „sich von seinen Knien zu erheben und sich wieder aufzubauen, heimlich und im Verborgenen, während es freundlich und demütig erschien“. Russlands neue Außenpolitik nennt Karaganow die Putin-Doktrin.

## Russisch-Ukrainischer Krieg

### Nach Annexion der Krim
2014 schrieb Karaganow drei Artikel, in denen er die damalige Situation analysierte. Er fasste die Annexion der Krim als einen russischen Sieg auf, der die Chance biete, die vom Westen etablierte und Russland benachteiligende Ordnung in Europa neu zu verhandeln und damit den bereits begonnenen neuen Kalten Krieg zu beenden. Russische Rohstoffe und europäische Technologie würden sich ergänzen und für die Ukraine sei eine neutrale Position zwischen EU und Russland bei gleichzeitiger Wahrung ihrer territorialen Integrität (ohne die Krim) das bestmögliche Szenario. Grund für die Annexion sei der Schutz des Seehafens von Sewastopol für die Schwarzmeerflotte gewesen, diesbezügliche Bedenken Russlands seien ignoriert worden. Karaganow warnte aber vor zu ehrgeizigen Zielen Russlands, die Einvernahme weiterer Territorien der Ukraine sei unrealistisch und zu kostenträchtig. In seinem folgenden Artikel (Europe and Russia: Preventing a New Cold War) hielt er fest, dass der Westen das schnelle Handeln Russlands als Versuch aufgefasst habe, sein Ordnungsmonopol herauszufordern und dass Russland nun gezwungen sei, für das Überleben seiner Regierungsform und des Landes seine Wirtschaft Risiken auszusetzen. Russland verlange eine Änderung der internationalen Grundregeln und spreche damit für die gesamte nichtwestliche Welt. Russland befände sich zwar auf dem Höhepunkt seiner Stärke, absehbar jedoch würde Russlands Stärke nicht mehr zunehmen. Es komme nun auf wirtschaftliche und innere Reformen an. Bislang habe Russlands Vorgehen Erfolge bewirkt, aber das Verhältnis zum Westen sei schwer belastet und China werde an relativer Macht gewinnen. Russlands Spielräume verengten sich so. In der nichtwestlichen Welt werde das Ansehen Russlands zwar wachsen, aber nur wenn Russlands riskante Strategie siegreich bleibe. In einem dritten Artikel in der Wedomosti warnte Karaganow davor, das Russland seinen Sieg möglicherweise nicht werde nutzen können. Der Konflikt in der Ukraine sei eine Gefahr geworden, denn die USA versuchten Russland in ein zweites Afghanistan zu verwickeln. Flüchtlinge und Sabotageaktionen würden russische Grenzregionen gefährden. Es gebe verschiedene Möglichkeiten, wie der Konflikt sich entwickeln könnte, darunter eine russische Gesamtinvasion der Ukraine. Diese sei aber zu gefährlich, um akzeptabel zu erscheinen. Das Beste sei, sich mit der Krim und der erfolgreichen Verhinderung eines Ausgreifens der NATO zu begnügen und sich auf die Entwicklung des Fernen Ostens Russlands und des asiatisch-pazifischen Raumes zu konzentrieren.

### Zuspitzung der Krise 2022
Karaganow gilt als einer der ideologischen Vordenker innerhalb russischer Führungskreise, dessen Vorstellungen über die Ukraine und die Entstehung des Konfliktes mit denen Wladimir Putins eng verwandt sind. Die sich Ende 2021/Anfang 2022 zuspitzende Krise bewertete er als sehr gefährlich, die Gefahr eines Weltkrieges mit thermonuklearer und Cyberkriegsführung sei real. Dann würde alle Geschichte enden und es würde keinen vierten Kalten Krieg mehr geben.
Kurz vor Invasionsbeginn nannte er eine Eroberung der Ukraine und die Herrschaft über ein zerstörtes Land mit feindlicher Bevölkerung noch ein „Worst-Case-Scenario“ und führte an, dass nicht Russland mit militärischen Feindseligkeiten beginnen würde und keinen Krieg wolle. Die Ukraine solle ein Pufferstaat sein. Es gehe darum, eine mögliche Situation wie am 22. Juni 1941 (Hitlers Überfall auf die UdSSR) im Vorhinein zu verhindern, die NATO sei ein „Krebs“, der „metastasiere“ und eine ständige Konfrontation zur Eigenstabilisierung brauche, ein möglicher NATO-Aufmarsch in der Ukraine eine existentielle Bedrohung, die man besser früher als später angehe. Durch die NATO-Mitgliedschaft seien die baltischen Länder und Polen immer unfreundlicher geworden. Die damalige sowjetische Zustimmung zum Recht eines jeden europäischen Staates, sich seine Allianzen frei wählen zu dürfen in der Charta von Paris, sei ein Fehler gewesen. Mit dem Westen sei ein freundschaftliches Auskommen möglich, solange dieser nicht von „Ultra-Feminismus“ und „LGBT-Kult“ regiert werde. Hoffentlich würden „vernünftige Kräfte“ den Westen vor dem Fall in einen „moralischen Abgrund“ bewahren. Trotz der festen Verbindung mit China sei nach einem Ausgleich mit dem Westen in einigen Jahren ein zusätzlicher Partner aber kein Schaden, zumal das eigene Ungleichgewicht mit China sich noch verstärken werde. Russland und China gemeinsam könnten jedoch auch harte westliche Sanktionen kontern, im Cyberkrieg könnten beide vereint die USA hart treffen. Er glaube nicht, dass tatsächlich russische Pläne bestünden in die Ukraine einzumarschieren, Russland baue lediglich eine Drohkulisse auf, um den Donbas vor einem Angriff zu schützen. Dieses Vorgehen habe die USA bereits dazu bewogen, diplomatisch durch Anerbieten von Gesprächen über Rüstungskontrolle auf Russland zuzugehen. Er sei sicher, dass keine Invasionspläne bestünden, die Eroberung und die Besetzung einer erbitterten und ökonomisch zerstörten Ukraine sei das schlechtest denkbare Szenario. Die Ukraine werde nicht bedroht, sondern sei ein „Freund Russlands“, man habe selbst genug Land und außerdem sei sie faktisch ein „Bettler Europas“, da sie durch ihre Eliten und den Westen ausgehöhlt worden sei, der Truppenaufmarsch solle allein den Westen nervös machen. Der Gedanke, Russland würde nach Kiew vorstoßen wollen, sei gänzlicher „Nonsens“.

### Nach Beginn der Invasion
Drei Wochen nach Invasionsbeginn – während der Schlacht um Kiew – gab er an, dass er den ukrainischen Präsidenten Wolodymyr Selenskyj „natürlich nicht“ für einen Nazi halte, jedoch könne Nationalsozialismus nicht allein mit Antisemitismus identifiziert werden, sondern generell mit der Herabwürdigung anderer Nationen. Dies eben geschehe in der Ukraine, die sich seiner Meinung nach in die gleiche Richtung wie Hitlerdeutschland entwickle. In Europa gleiche die Russophobie seit längerem dem Antisemitismus zwischen den Weltkriegen, die gesamte russische Kultur werde verteufelt und „gecancelt“. Man sei faktisch bereits im Krieg mit dem Westen. Der Ukrainekonflikt werde auch Auswirkungen auf die russische Gesellschaft haben, man werde diese im nationalen Sinne militant umformen und nicht-patriotische Elemente aus der russischen Elite entfernen. Die Ukraine dürfe nach Konfliktende nur begrenzt und im Rahmen der Zustimmung Russlands bewaffnet bleiben. Die gesamte Sicherheitsarchitektur Europas nach 1990 sei „illegitim“ und müsse nach den Interessen Russlands umgearbeitet werden, die frühere russische Zustimmung zu NATO-Ost-Erweiterungen sei ein schwerer Fehler gewesen. Russische Truppen in der Ukraine gingen mit großer Schonung der Zivilbevölkerung vor, das Massaker von Butscha hätte gar nicht stattgefunden, sondern sei gestellt und eine „Provokation“. Karaganow gab zu, dass Russland im Binnenverhältnis gegenüber China abhängiger werde, jedoch glaube er nicht, dass Russland eine Marionette Chinas werden könne. Anders als die Staaten Europas, die bereits Marionetten der USA seien, hätten die Russen einen Sinn für Unabhängigkeit und seien den Chinesen kulturell auch nicht ähnlich. Allerdings sei das Verhältnis sehr eng, der eine gebe dem andern Stärke. China würde der große Gewinner des Konfliktes werden, die Ukraine der große Verlierer, ihr Land würde irgendwie geteilt werden müssen, damit Russland in irgendeiner Form siegreich bliebe, wie immer das auch aussehe. Ein vollständiger Sieg über die Ukraine wäre wegen der damit verbundenen Schwierigkeiten der Besatzung nämlich kein Sieg. Verlieren werde auch Europa; – und auch Russland. China sei technologisch und ökonomisch weit überlegen, diese überwältigende Stärke mache ihm für das kommende Jahrzehnt große Sorgen. Er hätte durch Lösung der Ukraine- und NATO-Problematik eine starke Position gegenüber China angestrebt, nun werde es viel schwerer für Russland, Chinas Macht zu widerstehen. Die Annäherung Europas an Eurasien werde nun erstmal nicht stattfinden, womöglich aber in zehn Jahren. Man erlebe eine wichtige Zeit, die Globalisierung sei beendet und die Demokratie in Europa würde in bekannter Form aufgrund absehbar fortgesetzter Schocks wohl nicht überleben.
Anders als der amerikanische Stratege Zbigniew Brzeziński geglaubt habe, sei der Besitz der Ukraine gar nicht die Bedingung für ein russisches Imperium; dies sei vielmehr der Besitz Sibiriens. Die Ukraine sei lediglich eine auszuschaltende Gefahr und eine Last für Russland, für die man keine ökonomischen Ressourcen verschwenden solle. Der Aufbau Sibiriens aber würde Siedler aus der ehemaligen Sowjetunion anziehen, darunter auch Ukrainer. Strategie des aktuellen Vorgehens, welches lediglich ein Anfang wäre, sei, mittels sogenannter konstruktiver Zerstörung die bisherige Sicherheitsordnung zu überwinden, die Bedeutung internationaler Organisationen wie etwa der OSZE aufzuheben oder mindestens stark zu minimieren, sich von einem im Niedergang befindlichen Europa abzuwenden und sich China und dem sich entwickelnden Asien zuzuwenden und später über den Wiederaufbau freundlicher Beziehungen zu europäischen Staaten deren Integration in ein größeres Eurasien möglicherweise zu befördern. Das könne man als Putin-Doktrin verstehen. Die USA würden niemals tatsächlich Atomwaffen gegenüber einer Atommacht nutzen, um Europa zu schützen. Würde Russland allerdings entgegen seinen Erwartungen im Ukraine-Krieg einen „Nichtsieg oder eine vermeintliche Niederlage“ davontragen, so bedeute das eine existenzielle Bedrohung für Russland, die mit hoher Wahrscheinlichkeit in eine direkte Konfrontation mit den USA eskalieren würde. Atomwaffeneinsatz sei dann nicht auszuschließen und liege in der Logik eines solchen Konflikts. Er gab den verschiedenen NATO-Erweiterungen die Schuld für den Konflikt und den russischen Überfall auf die Ukraine und führte nach Kriegsbeginn aus, dass Russland sich eine Niederlage nicht leisten könne und darum militärisch eine „Art von Sieg“ auf jeden Fall erreichen müsse, sonst drohe eine weitere Eskalation und ein direktes Aufeinandertreffen mit der NATO. Ziel der Militäroperation seien die „Denazifizierung“ und Demilitarisierung der Ukraine, der er nur sehr eingeschränkte nationale Traditionen und Staatlichkeit zusprach. Denkbar sei darum eine Aufteilung der Ukraine unter verschiedenen Staaten, er gehe von einer Teilung aus.
Im Juni 2022 bekräftigte er, dass der Krieg von Russland als existentiell angesehen werde. Im Falle einer Niederlage drohe der Zerfall des Landes, worauf westliche Kräfte auch hinarbeiteten. Deswegen sorge er sich um eine Eskalation, eine Aufnahme Schwedens und Finnlands in die NATO würde die Schwelle zur nuklearen Eskalation weiter senken. Ein russischer Sieg könne in einer Übernahme von ukrainischen Gebieten im Süden und Osten der Ukraine gesehen werden, wohingegen eine Integration des ukrainischen Gesamtstaates eine von ihm nicht gewünschte zu große Last für Russland darstellen würde. Sollte Russland verlieren, würde China vollkommen verwundbar sein, die Chinesen verstünden dies. Strategisches Ziel sei die Sicherung der Westgrenze Russlands, die westliche Dominanz könne nicht wieder hergestellt werden, was zu größerer Unsicherheit aber auch zu einer freieren Welt führen würde. Anfangs würde Russland zwar verstärkt von China und dem Osten abhängig sein, aber in zehn Jahren wäre man in einer veränderten Welt und man könne beginnen ein Groß-Eurasien in Form eines „Commonwealth“ von Shanghai bis Lissabon oder Paris zu schaffen. Russland in seinem Zentrum werde nach Jahrhunderten der Unterdrückung die „Zivilisation aller Zivilisationen werden“.
Im Februar 2023 leugnete er, dass das russische Militär Kriegsverbrechen in der Ukraine verübe, dies entspräche nicht der russischen Vorstellung vom Krieg. Es seien vielmehr ukrainische Truppen, die das täten, und die Ukrainer würden dafür noch bezahlen.

### Forderung nach Eskalation mittels Atomwaffen
Im Juni 2023 forderte Karaganow in einem Fachaufsatz die glaubwürdige Drohung mit und gegebenenfalls den Einsatz von Atomwaffen gegen westliche Länder wie beispielsweise Polen oder die USA. Atomwaffen seien „Gottes Waffe“, die dieser den Menschen bewusst (!) geschenkt habe, ihr Auftreten habe durch den damit verbundenen Schrecken dafür gesorgt, dass Mächte nebeneinander friedlich existieren konnten. Der Westen habe diese Lektion aber vergessen, sie müsse erneut verdeutlicht werden. Ein Angriff auf westliche Länder würde es den westlichen Mächten erlauben, ihre Unterstützung für die Ukraine zu beenden. Der Einsatz von Atomwaffen sei eine schwere moralische Entscheidung, die aber die Menschheit vor ungewollter Vernichtung durch unkontrollierte Eskalation retten könne, denn danach würden die USA eine multipolare und multikulturelle Welt akzeptieren und ihren – so Karaganow – totalitären Anspruch aufgeben. Ein konventioneller Sieg in der gesamten Ukraine alleine würde Russland nicht reichen, denn danach begänne eine schwierige Besatzungszeit über eine feindliche und vom Westen weiterhin unterstützte ukrainische Bevölkerung, deren Umerziehung (Karaganow spricht von „Erlösung“) mindestens ein Jahrzehnt dauern würde und wertvolle Ressourcen, die besser im Osten Russlands und in Sibirien eingesetzt werden sollten, verbrauchen würde. Nur der nuklear erzwungene Fortfall westlicher Unterstützung ermögliche den erstrebten Sieg, den Karaganow in einem umfassenden strategischen Rückzug und einer Kapitulation des Westens und in der russischen Sicherung südlicher und östlicher Gebiete der Ukraine und einem unbewaffneten westukrainischen Rumpfstaat als Puffer sieht. China und andere nichtwestliche Staaten würden öffentlich einen Atomwaffeneinsatz zwar nicht unterstützen, die durch ihn verursachte Schwächung der USA und der ehemaligen Kolonialherren insgeheim aber bejahen. Schließlich würden Sieger nicht verurteilt werden und Rettern werde gedankt. Russland müsse den Westen insgesamt in die Schranken weisen und Putin hätte dementsprechend erste eskalatorische Schritte, wie die Verlegung von Atomwaffen nach Belarus, getätigt, denen aber weitere folgen müssten. Die USA würden sich fürchten, auf nukleare Schläge in Europa nuklear zu antworten und das bedeute den russischen Sieg.

### Bekräftigung der russischen Strategie
2025 bekräftigte er in einem Interview mit einer französischen Zeitschrift die strategischen Vorstellungen und Ziele Russlands. Ziel sei weiterhin die Kapitulation der Ukraine, wegen der hohen Opferzahlen unter den Besten des eigenen Landes plädiere er persönlich für eine aktivere Verwendung nuklearer Abschreckung. Die NATO sei ein Krebs, der sein Ende finden müsse, wenn Trumps Ambitionen auf Grönland zu ihrem Zerfall beitrügen, sei das umso besser. Grundsätzlich glaube er nicht daran, dass die USA unter Trump ein Interesse an einem Ende des Krieges in der Ukraine hätten, sie versprächen sich – auch unter dem vorsichtigeren Trump – von ihm eine Schwächung Russlands und eine Stärkung ihrer Alliierten. Ein Auseinanderdividieren Chinas und Russlands werde es nicht geben. Europa werde faschistisch, nicht mehr im Sinne Hitlers oder Mussolinis, sondern im Sinne eines totalitären Liberalismus. Seine Vorbereitung eines Krieges gegen Russland beschleunige nur seinen Selbstmord, Russland hätte von Europa nichts zu erwarten, er hoffe aber auf eine Wiederkehr traditioneller Werte und auf entsprechende, für Russland günstige politische Veränderungen in Europa. Beeinflussen könne man das aber nicht. Der moralische Zusammenbruch Europas sei für Russland durchaus ein Verlust, in den nächsten Jahren rechne er aber damit, dass sich die Länder Südeuropas und ein gewichtiger Teil Osteuropas Groß-Eurasien anschließen würden. Die anderen Länder würden zugrunde gehen oder sich den USA als Peripherie anschließen, er hoffe auf Veränderungen in Italien und Frankreich, zu Deutschland wolle er sich nicht äußern. Deutschland werde sich nicht aus der Krise herausarbeiten können, in die es sich gebracht habe. Für Russland sei der Krieg mit der Ukraine überaus günstig, er erleichtere die Ausmerzung westlicher oder eurozentrischer Ideen und die Wiederbelebung der traditionellen und tatsächlichen Identität Russlands. Wer solche Vorstellungen nicht teile, könne zukünftig nicht zur Führungsschicht Russlands gehören, die russischen Werte müssten bereits den Kindern wie früher im Zarenreich und der UDSSR beigebracht werden. Verfolgungen wie unter Stalin dürfe es aber nicht geben. Die Abwanderung prowestlicher Russen sei für Russland besonders gut. Es sei tragisch, dass all dies nur durch Krieg möglich geworden sei, aber Russen seien von Natur aus Krieger. Russland habe nie jenseits des Krieges existiert.

## Rezeption
Karaganow hält seine eurasischen Vorstellungen für realistische Geopolitik, genau daran gibt es aber auch in Russland Zweifel. Nadeshda Arbatova vom Institut für Weltwirtschaft und internationale Beziehungen und Direktorin am Europa-Institut der Russischen Akademie für Wissenschaften hält seine Ideen für genauso überoptimistisch und überspannt („fanciful“) wie jene westlichen Ideen, die er und andere Eurasier kritisieren. Ob China oder Indien sich der von Karaganow erhofften führenden Rolle Russlands anschließen würden, sei ähnlich ungewiss und spekulativ, wie eine Zustimmung in den ASEAN-Staaten oder in Japan und Südkorea.
Thomas F. Remington vom Davis Centre for Russian and Eurasian Studies der Universität Harvard weist auf Widersprüche in Karaganows Hoffnungen hin. Karaganow sehe in Russland eine Brücke zwischen einem verfallenden Europa und einem aufstrebenden China und Asien, die über bloße Logistik hinausgehe und auch industriell und kulturell ein Gewicht besitze, das auf der Erschließung und Anbindung Sibiriens beruhe, mit Russland als dem Hauptgewährleister militärischer Sicherheit und des Friedens in Eurasien. Jedoch gebe es keinerlei Hinweise darauf, dass China bereit sei, in ein mit Russland geteiltes Kondominium einzutreten oder die verkehrstechnische Erschließung Sibiriens in seine One Belt, One Road-Strategie zu integrieren oder zu bezahlen. China setze auf bilaterale Verständigung mit einzelnen Staaten, ohne auf den russischen Wunsch nach multilateralen regionalen Organisationen einzugehen.
Katri Pynnöniemi vom Finnish Institute of International Affairs fiel 2014 auf, dass Karaganow im Verlaufe des Konfliktes um die Krim Verweise auf das vom Kreml propagierte Konzept der Russki Mir vermied und stattdessen auf die Notwendigkeit innerer Reformen und die Hinwendung zum asiatisch-pazifischen Raum verwies, Walter Laqueur nannte Karaganows damalige Überlegungen „vorausschauender, als das meiste“, was sonst aus Moskau komme, er gehöre zu einer „Friedenspartei“, die nach der Annexion der Krim politisch und wirtschaftlich Druck auf den Westen ausüben wolle, nicht aber militärisch, weil das viel zu risikoreich sei.
Der russische Oppositionspolitiker Andrei Piontkowski hielt Karaganow 2017 für einen versteckten Warner vor einer zu aggressiven Politik gegenüber der Ukraine. Karaganow habe in einem Artikel Putin für die Annexion der Krim überschwänglich gelobt und seinen politischen Genius gepriesen, ihn aber gleichzeitig aufgerufen, weiterhin dafür zu sorgen, dass ein Versuch des Westens, Russland in einen Krieg mit der Ukraine zu verwickeln, scheitern müsse. Das sei Hinweis darauf, dass der kremlnahe Karagonow zu jenen gehöre, die keinen russisch-ukrainischen Krieg wollten.
Gesehen werden Ähnlichkeiten zwischen dem Denken Karaganows und seiner Kreise mit dem Großraum-Denken Carl Schmitts.
Wladislaw Inosomzew forderte nach der Invasion der Ukraine den Westen auf, Karaganow neben anderen großrussischen Ideologen zu sanktionieren.
Nachdem Karaganow im Juni 2023 den Einsatz von Atomwaffen – welche die Menschheit durch göttliches Eingreifen bekommen habe – gegen westliche Länder vorschlug, um den Westen von seiner Unterstützung der Ukraine abzubringen und um ihn generell zurückzudrängen, zweifelte Alexander J. Motyl an Karaganows Verstand. Lydia Wachs von der Stiftung Wissenschaft und Politik machte in der Rezeption des Vorschlages bei russischen Experten Unterstützer und Gegner aus. Während etwa Unterstützer wie Dmitri Trenin mit Karaganow davon ausgingen, die USA würden in Europa allenfalls konventionell reagieren und den Konflikt nach dem ersten Kernschlag gegen die USA selbst abbrechen, folgen Gegner wie (der Programmdirektor beim Russischen Rat für Internationale Beziehungen und beim Waldai-Diskussionsclub) Iwan Timofejew diesen Ansichten nicht: Eine möglicherweise katastrophale Eskalation sei nicht zu kontrollieren, China würde den Einsatz von Atomwaffen nicht unterstützen und der Krieg in der Ukraine würde so auch nicht beendet werden können. Wachs bezweifelt einen Einfluss der Befürworter um Karaganow auf die politische Führung, Putin selbst habe den Vorschlag Karaganows Mitte Juni 2023 öffentlich als „gefährlich“ zurückgewiesen und ausgesagt, dass es „derzeit“ keine Notwendigkeit für einen Einsatz von Atomwaffen gebe. Wachs vermutet, dass die Gefahren in Führung und Militär durchaus gesehen werden und erst die Gefahr des drohenden Machtverlustes Putins nach einer Niederlage in der Ukraine das Eskalationsrisiko ansteigen lasse.
Der polnische Außenminister Radoslaw Sikorski forderte Sanktionen gegen Karaganow als Person. Er nannte ihn eine „wirkliche Viper“, die den Einsatz von Atomwaffen gegen die Ukraine und Polen vorschlage und verglich ihn mit Julius Streicher.
Der AfD-Politiker Maximilian Krah schrieb am 28. Oktober 2021 nach einem Treffen mit Karaganow, sie seien sich „politisch einig“ und hätten „Freundschaft geschlossen“.